# Pont Albert-Louppe
Die Pont Albert-Louppe, ursprünglich Pont de Plougastel, später premier Pont de Plougastel genannt, ist eine Brücke über die Trichtermündung des Flusses Élorn in der Bucht von Brest. Sie verbindet die Gemeinde Plougastel-Daoulas mit Relecq-Kerhuon, einem Vorort von Brest in der Bretagne. Sie war eine der ersten Brücken, bei denen Eugène Freyssinet erste Ideen des von ihm später entwickelten Spannbetonverfahrens anwendete. Die Pont de Plougastel hatte bei ihrer Fertigstellung die größte Spannweite aller Betonbrücken weltweit.

## Nutzung
Die Bogenbrücke war ursprünglich als Straßen- und Eisenbahnbrücke konzipiert, die den Weg aus dem Süden des Département Finistère nach Brest abkürzen sollte. Die nächste Brücke über den Élorn stand 13 km flussaufwärts in Landerneau. Die vorgesehene Eisenbahnlinie von Quimper nach Brest wurde jedoch nie gebaut. Als die Brücke dem zunehmenden Verkehr nicht mehr gewachsen war, wurde in den Jahren 1991 bis 1994 direkt neben ihr eine große Schrägseilbrücke gebaut, die Pont de l’Iroise. Die Pont Albert-Louppe wird seitdem nur noch als Fußgänger- und Fahrradbrücke benutzt.

## Name
Der ursprüngliche Name bezog sich auf die in die Bucht von Brest hineinragende Halbinsel Plougastel im Süden des Élorn. Der Name wurde 1994 zur Unterscheidung von der zweiten Brücke geändert. Schließlich wurde sie nach Albert Louppe (1856–1927) benannt, dem seinerzeitigen Präsidenten der Generalversammlung des Département Finistère, der entscheidenden Einfluss auf den Bau der Brücke hatte, ihre Fertigstellung aber nicht mehr erlebte.

## Lage
Die Lage der Brücke über der an dieser Stelle 640 m breiten Mündung des Élorn wurde durch zwei Felssporne im Boden des Flussbettes bestimmt, die als stabiler Untergrund für die beiden Pfeiler dienten. Die gezeitenabhängige Strömung in der Mündung kann 4 Knoten, der Tidenhub 7,5 m erreichen. Es treten Stürme mit deutlich mehr als Windstärke 12 auf. Die Ufer steigen zu beiden Seiten relativ steil zu dem höher gelegenen flachen Land an, so dass die Straße über die Brücke trotz ihrer Höhe ohne große Steigungen auskommt.

## Beschreibung
Die Brücke ist eine Folge von drei gleich großen Segmentbögen mit einer aufgeständerten Fachwerkkonstruktion, deren Untergurt ein Eisenbahngleis aufnehmen kann, während der Obergurt als Fahrbahnplatte für den Straßenverkehr ausgebildet ist. Die Bögen bestehen jeweils aus einem Stahlbeton-Hohlkasten, der in die aus den Widerlagern und den Pfeilern auskragenden Bogenansätze ohne Gelenke eingespannt ist. Die Hohlkästen sind innen durch je zwei Längswände verstärkt. Sie sind nur schwach armiert, meist quer zum Bogenverlauf. Der Stahlanteil der Hohlkästen bewegt sich insgesamt um 23 kg pro Kubikmeter Beton. Die im Freivorbau mit Ideen des späteren Spannbetonverfahrens hergestellten Bogenansätze kragen, von der Pfeilerachse aus gemessen, 15,60 m aus. Die Brückenplatte für die Fahrbahn liegt unmittelbar auf dem Scheitel der Bögen auf, während die darunter angeordnete Bahnstrecke durch den dafür geöffneten und verstärkten Bogen verläuft. Diese Fachwerkstrecke verläuft zwar über die gesamte Länge der eigentlichen Brücke, ist unter den Vorlandbrücken aber nur in einem kurzen Teilstück ausgeführt worden. Die Oberkante der Fahrbahn liegt 42,50 m über Niedrigwasser, die lichte Höhe beträgt 35,30 m über Niedrigwasser bzw. 27,80 m über der Springtide. Die Brücke ist einschließlich der Vorlandbrücken 888 m lang. Ihre Fahrbahn war ursprünglich einschließlich der beiden 1 m breiten Gehwege 8 m breit, sie wurde aber in den Jahren 1962 bis 1966 zusammen mit den Pfeilern auf 12 m (9 m + 2 Gehwege à 1,50 m) verbreitert.

## Einzelheiten des Bauablaufs
Der Bau begann mit dem Betonieren der Widerlager an den Ufern in je einer kreisrunden Baugrube aus Stahlbeton sowie mit dem Bau der Vorlandbrücken.
An den Ufern wurden zwei parallel über den Fluss verlaufende Kabelkräne mit einer Spannweite von 680 m installiert, deren Seile von 55 m hohen Holztürmen getragen wurden. Wegen der häufig schlechten Sicht und um ein präzises Abladen zu ermöglichen, war neben den beiden Laufkatzen je eine Fahrerkabine installiert, von der aus der Kran gesteuert werden konnte. Für besonders schwere Transporte konnten die Laufkatzen nebeneinander fahren, die Last gemeinsam heben und dadurch die Tragkraft von zwei Tonnen auf vier Tonnen erhöhen.
Am Ufer wurde außerdem ein Senkkasten aus Stahlbeton hergestellt, mit dem die beiden Pfeiler gebaut wurden. An seinen Seiten waren hölzerne Schwimmkästen angebracht, um ihn an die richtige Stelle im Fluss einschwimmen zu können. Nach der Herstellung des ersten Pfeilers wurde er zu dem zweiten Pfeiler geschwommen.

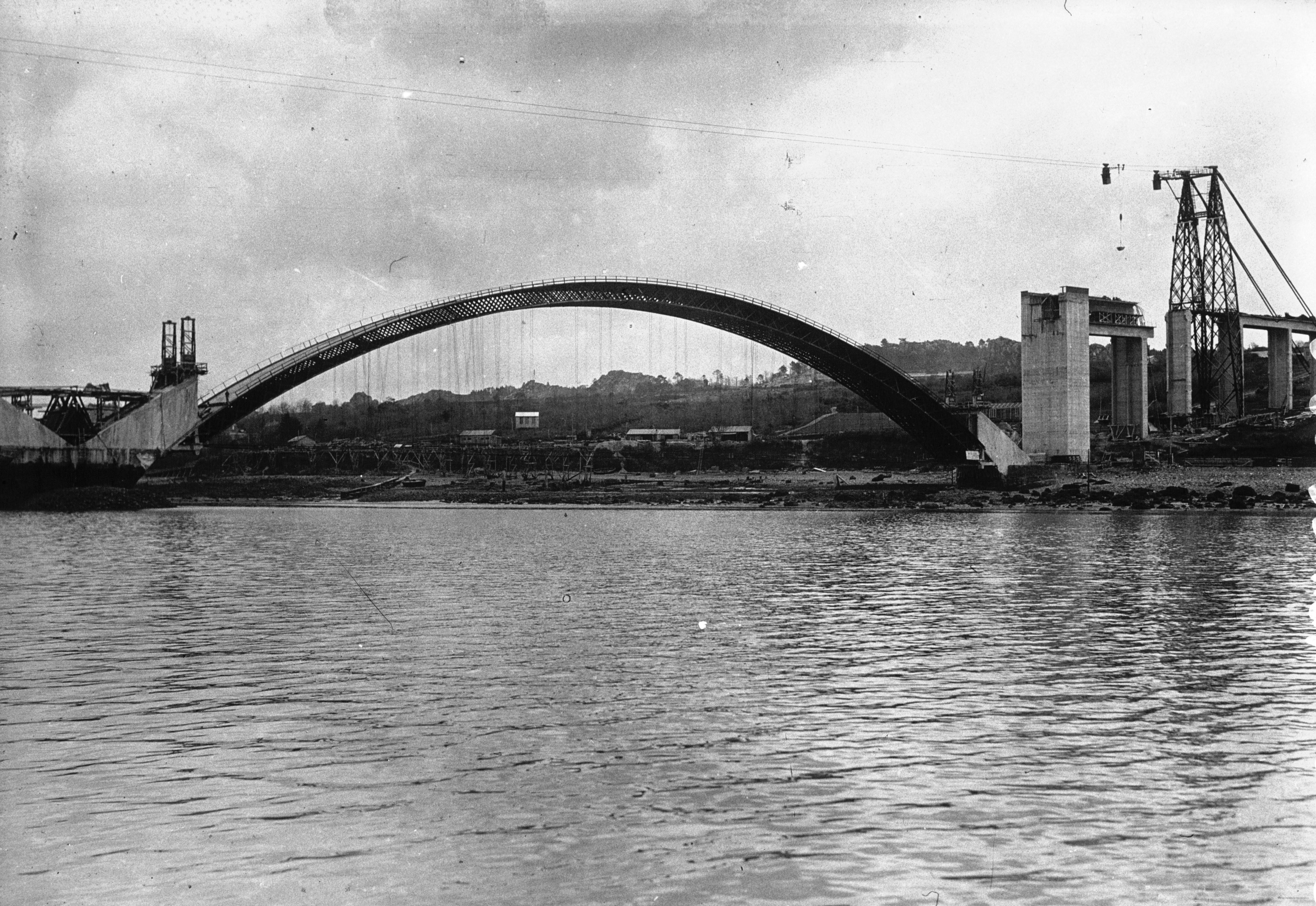
Lehrgerüst zwischen den Bogenansätzen, darüber die Kabelkräne

Gleichzeitig wurde am Ufer das größte bis dahin jemals gebaute, 160 m lange Lehrgerüst hergestellt, das nacheinander für alle drei Bögen verwendet wurde. Es bestand aus zwei dicht übereinanderliegenden, durch ein enges Fachwerkgitter getrennten Schalen, die zunächst auf Hilfsstützen montiert wurden. Die Enden der Holzfachwerkbogen wurden durch ein Zugband, bestehend aus justierbaren Stahlseilen, miteinander verspannt, so dass sich eine stabile, 300 Tonnen schwere Konstruktion ergab. Das Lehrgerüst lagerte mit den Enden auf je einem ebenfalls aus Stahlbeton gefertigten, 35 m langen und 8 m breiten Leichter. Mit diesen Leichtern und mit Hilfe der aufkommenden Flut wurde das Lehrgerüst an den vorgesehenen Platz zwischen dem Widerlager und dem ersten Pfeiler eingeschwommen und unter den auskragenden Bogenansätzen abgesetzt. Für den Absetzvorgang standen in der beginnenden Ebbe zwar nur wenige Minuten zur Verfügung, dennoch konnten alle drei Positionierungen des Lehrgerüstes problemlos durchgeführt werden.
Die Hohlkästen wurden in verschiedenen Abschnitten betoniert. Zunächst wurde der gesamte Bogen in Betonierabschnitte unterteilt, um die Last möglichst gleichmäßig auf dem Lehrgerüst zu verteilen. Dann wurde zunächst der Boden des Kastens mit den Anschlüssen für die senkrechten Wände betoniert, anschließend je zwei Wände und schließlich die Kastendecke. Auf dem fertiggestellten und schon weitgehend ausgehärteten Bogen konnte dann mit der Aufständerung für die Brückendecke begonnen werden, während das Lehrgerüst bei dem nächsten Bogen im Einsatz war.

## Geschichte
Die ersten Ideen einer Brücke über den Élorn wurden schon 1890 diskutiert. Konkretere Pläne aus dem Jahr 1904 scheiterten am Widerstand der Gemeinde Landerneau, die befürchtete, dass eine Brücke die Position von Brest stärken und sie selbst ins Abseits bringen würde. Verschiedene weitere Projekte wurden diskutiert, konnten aber im Ersten Weltkrieg nicht weiter verfolgt werden.
Am 22. September 1922 entschied schließlich die Generalversammlung des Départements Finistère unter ihrem Präsidenten Albert Louppe, eine Brücke bauen zu lassen. In dem 1923 veranlassten Wettbewerb wurden sowohl Stahlbrücken als auch Betonbrücken angeboten, wobei das Angebot der Entreprises Limousin mit der von Eugène Freyssinet geplanten Stahlbetonbrücke mit übereinanderliegenden Fahrbahnen für die Eisenbahn und den Straßenverkehr zum Preis von 9,57 Mio. Francs um etwa 5 Mio. Francs unter dem der Konkurrenten lag. Dennoch gab es Bedenken, ob das Projekt einer in dieser Größe noch nie gebauten Betonbrücke die gleiche Sicherheit böte wie eine Stahlbrücke. Letztlich überwand der Einfluss von Albert Louppe die Zweifel, so dass die Generalversammlung am 21. Januar 1924 den Auftrag auf das Angebot von Limousin/Freyssinet erteilte.
Die eigentlichen Bauarbeiten an der Brücke begannen 1926 und endeten am 9. Oktober 1930 mit ihrer feierlichen Einweihung durch den Präsidenten der Republik Gaston Doumergue.
Am 27. August 1944 sprengten die abziehenden deutschen Truppen den nördlichen Bogen, wobei auch ein Teil des mittleren Bogens zerstört wurde. Durch Bomben der Alliierten wurden die Vorbrücken beschädigt. Nach dem Krieg wurde die Brücke wieder aufgebaut und am 29. Oktober 1949 für den Verkehr freigegeben.

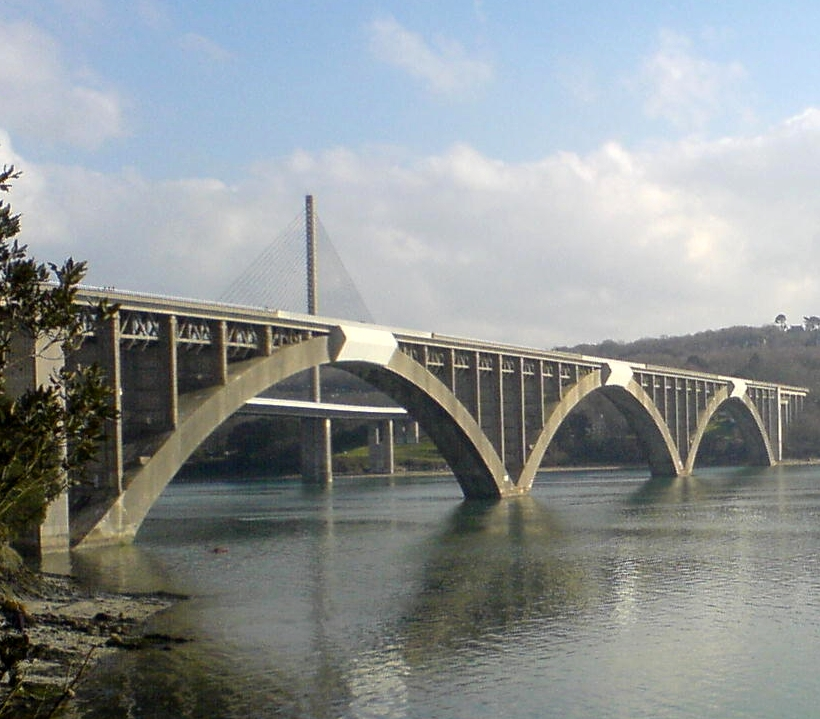
Windabweiser an der Pont Albert-Louppe zum Schutz der dahinter stehenden Pont de l’Iroise

In den Jahren 1962 bis 1966 wurde die Brücke von 8 m auf 12 m verbreitert. 1974 wurde erstmals die Idee einer zweiten Brücke diskutiert, die dann in den Jahren 1991 bis 1994 ausgeführt wurde. Danach wurde der Verkehr auf der Pont Albert-Louppe auf Fahrräder und Fußgänger eingeschränkt; der diskutierte Gedanke, die Brücke abzureißen, konnte sich nicht durchsetzen. In den Jahren 2005 und 2006 führte die Firma Freyssinet Sanierungsarbeiten durch. Zum Schutz der dicht neben ihr stehenden Schrägseilbrücke wurde die Pont Albert-Louppe mit Windabweisern an den Bogenscheiteln versehen.